# Festa da Uva (Ponta Grossa)
A Festa da Uva, Mel, Queijos, Fiambre e do Artesanato (Fesuva) é uma festa da produção agro-regional da cidade brasileira de Ponta Grossa, no estado do Paraná.

## História
A primeira Festa da Uva dos Campos Gerais, como era chamada, aconteceu em 1982, nos dias 30 e 31, na Rua Benjamin Constant. Na época a fruta era comercializada a Cr$1,50 o quilo, em embalagens padrão de três quilos. O objetivo da festa era incentivar os produtores locais de vinho e homenagear os imigrantes italianos da região.
A partir da quinta edição, em 1986, a festa deixou a Benjamin Constant e passou a ser realizada na Praça Barão do Rio Branco, onde permaneceu até 1993, quando a foi realizada no Centro de Eventos para maior conforto do público. A festa foi realizada entre os dias 6 e 7 de fevereiro. A festa contou com diversas atrações, e pela primeira vez comercializou peças de artesanato.
A partir de 1997, a Fesuva passou a ser realizada anualmente no Complexo Ambiental Governador Manoel Ribas, ao lado da Estação Saudade. Em 2008 entre os dias 24 e 27 de janeiro aconteceu a 25ª edição. Com o crescimento do evento nos anos 2000, a feira passou a comercializar em média 25 toneladas de uvas, além de sucos de uva e vinhos, bolos, geleias, queijos, fiambres e mel. A média de público chegou a 50 mil por ano.
Em 2019 foram comercializadas 37 toneladas da fruta durante a festa. Já em 2020 o evento possuía uma perspectiva em vender 40 toneladas de uva, onde produtores comercializaram uvas do tipo preta, branca e rosada. A infraestrutura foi ampliada, com praça de alimentação e barracas de alimentos, food trucks e cervejarias, além dos já tradicionais produtos da agroindústria caseira à base da fruta, como cookies, geleias e doces, e produtos embutidos, como queijos e salames. Nos últimos anos a festa também passou a receber uma programação musical, danças e apresentações culturais.

## Galeria

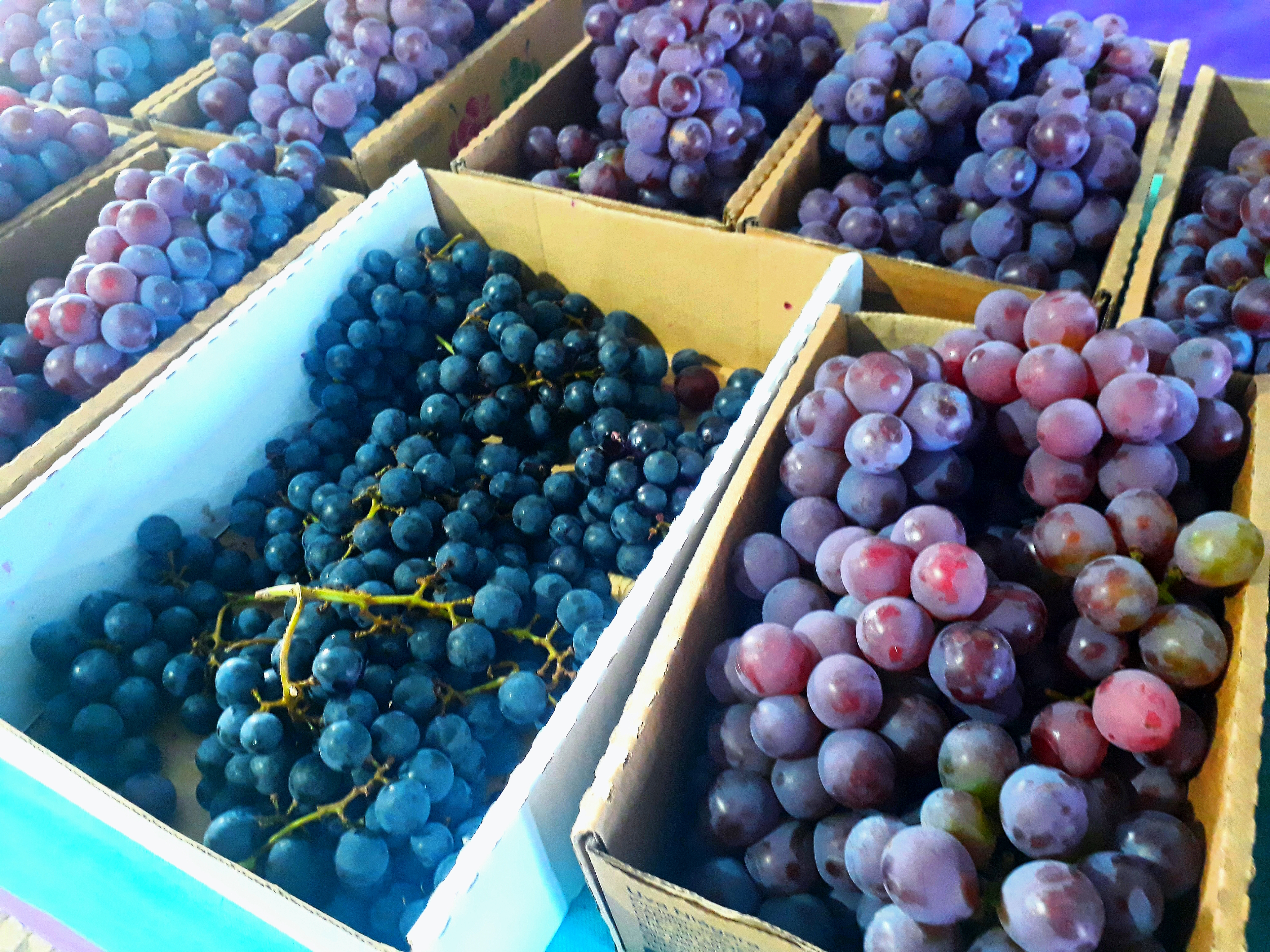
Exemplos de variedades de uvas expostas na Festa da Uva.
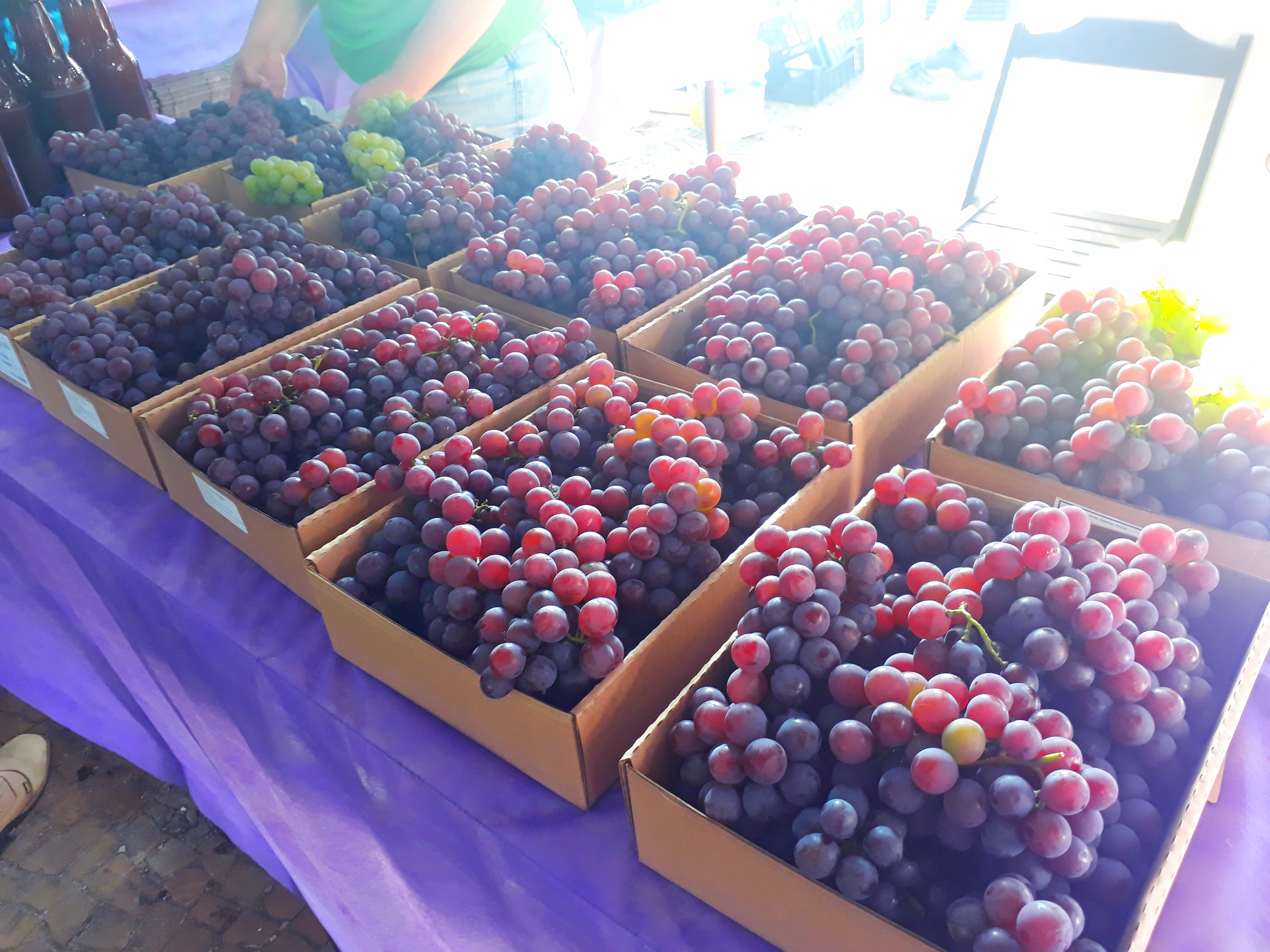
Caixas de uvas na Festa da Uva.
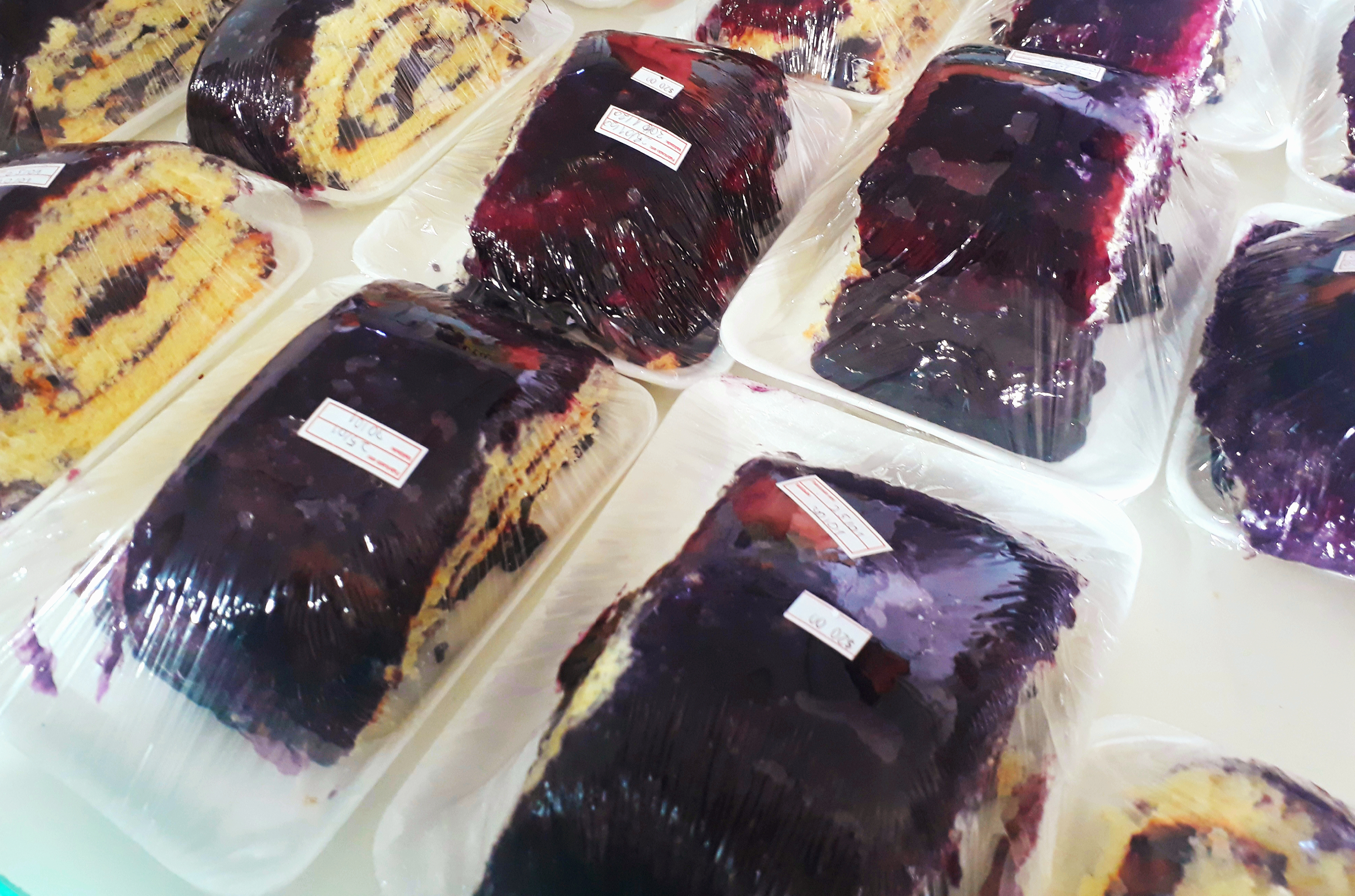
Rocambole de uva sendo vendido durante o evento.
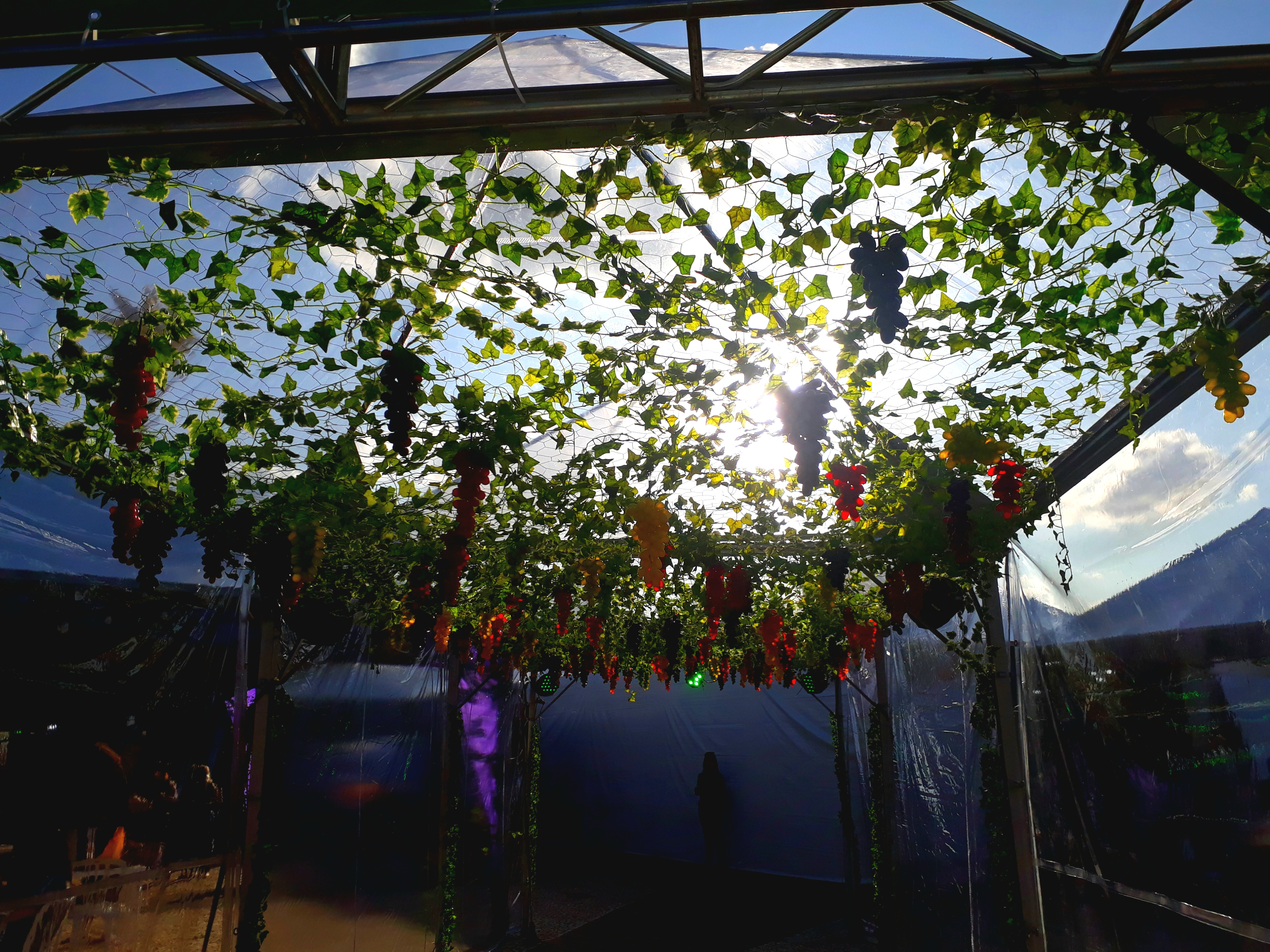
Decoração da Festa da Uva.
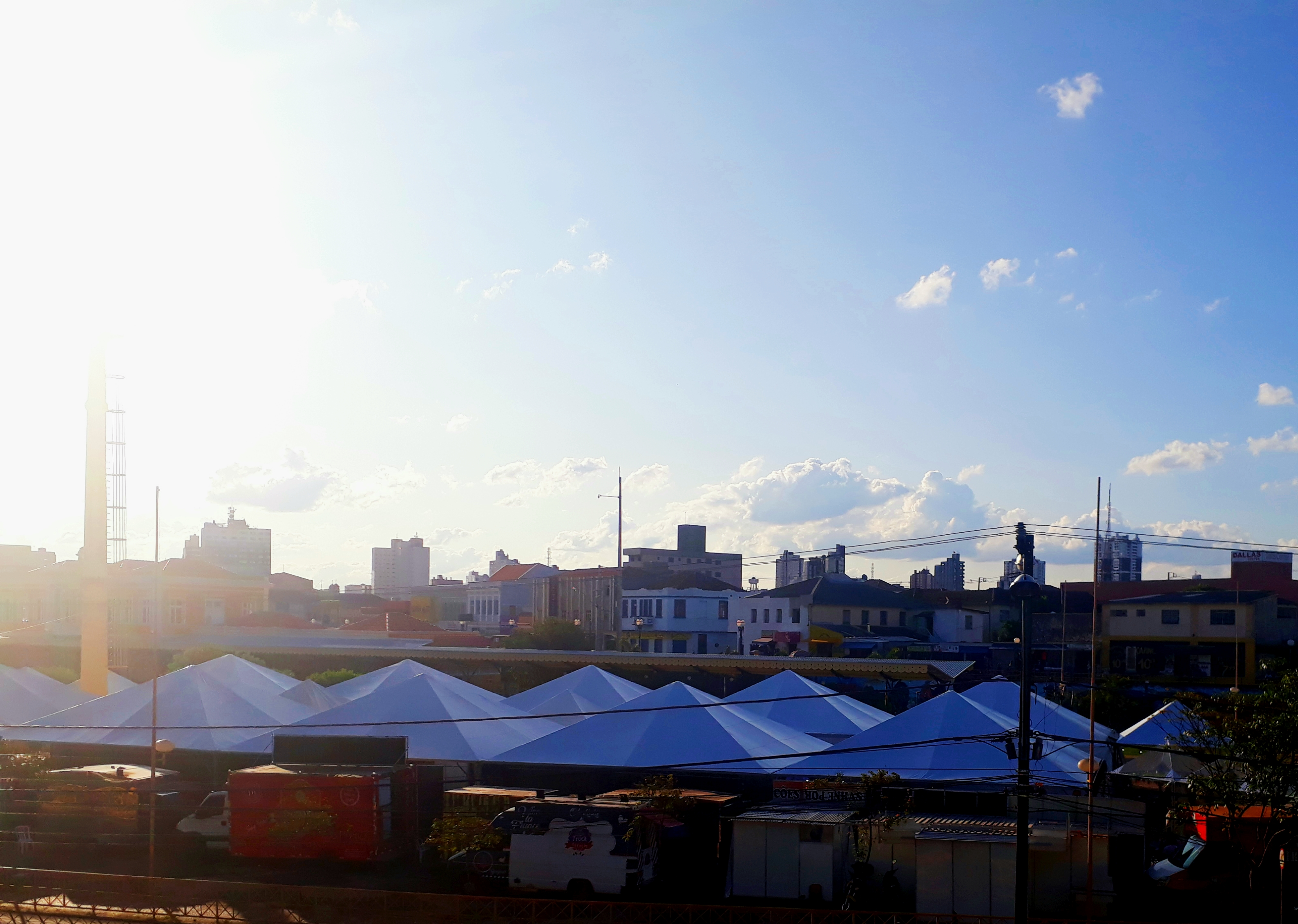
Vista da Festa da Uva em 2020.
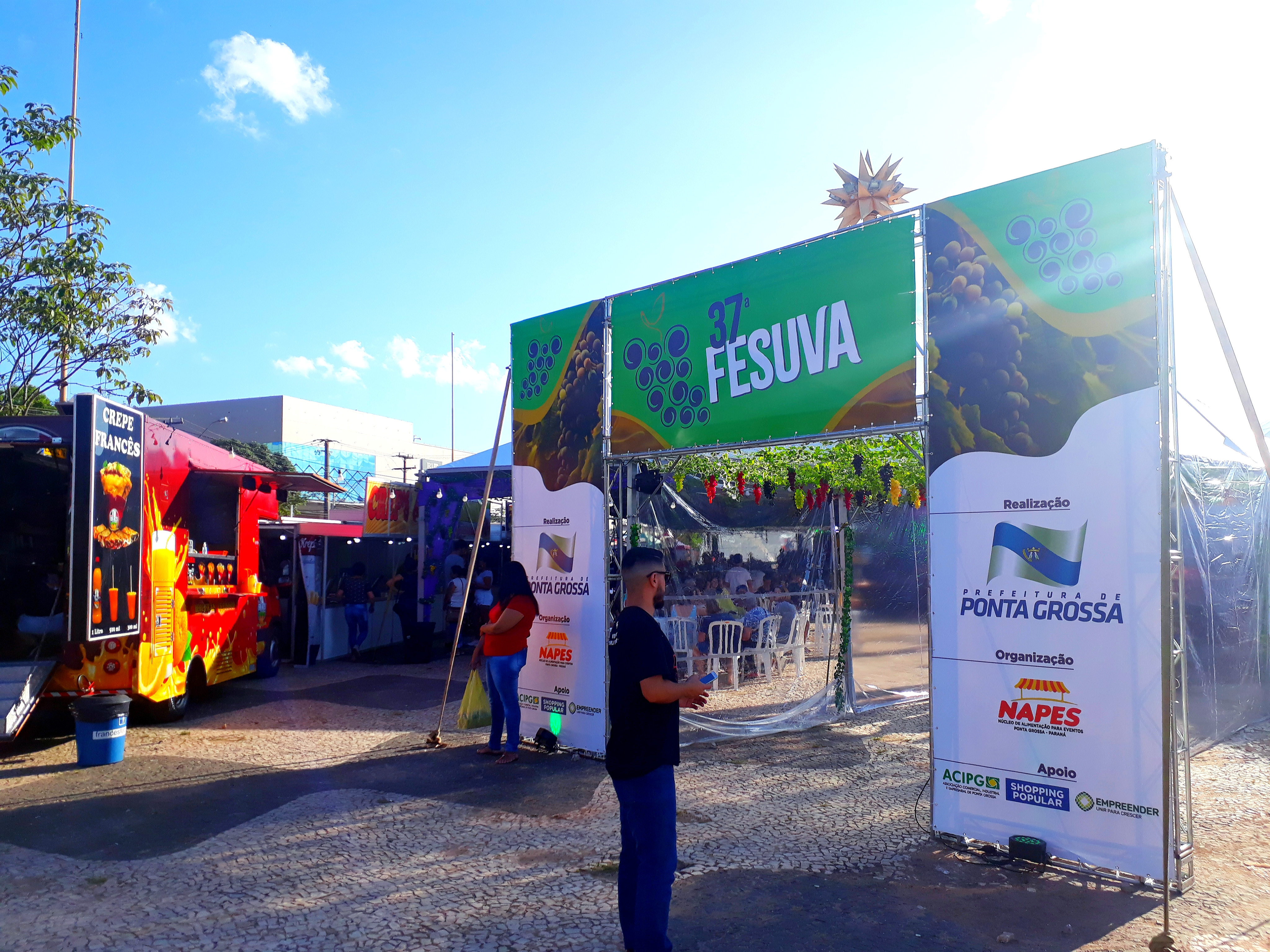
37° Festa da Uva de Ponta Grossa.